# EA Canada
EA Canada is een computerspelontwikkelaar uit Burnaby, Canada. De studio begon in januari 1983 en is tegenwoordig EA's grootste studio.

## Geschiedenis
In 1991 werd het toenmalige Distinctive Software overgenomen door Electronic Arts en hernoemd naar EA Canada. In 2002 werd ook Black Box Games door EA overgenomen, waarna het werd hernoemd naar EA Black Box, om in 2005 weer losgekoppeld te worden. Op 19 december 2008 maakte het moederbedrijf EA bekend dat EA Black Box terug samengevoegd zou worden met EA Canada, vanwege een reorganisatie. Hierdoor verhuisde de studio van EA Black Box vanuit het centrum van Vancouver naar de voorstad Burnaby en werd uiteindelijk een onderdeel van EA Canada.

## Ontwikkelde computerspellen
In de afgelopen jaren ontwikkelde EA Canada vele sportspellen, waaronder de FIFA- en de NBA Live-spellen, maar ook de Need for Speed-serie.